# Lijst van gemeentelijke monumenten in Burgwallen-Nieuwe Zijde
Burgwallen-Nieuwe Zijde, een wijk in Amsterdam (met wijkcode A01) die onderdeel uitmaakt van Amsterdam-Centrum, kent 108 gemeentelijke monumenten, waarvan hieronder een overzicht.
| Object                                                                      | Bouwjaar                      | Architect                                                      | Locatie                                                                       | Coördinaten                   | Nr.         | Afbeelding                                                                  |
| --------------------------------------------------------------------------- | ----------------------------- | -------------------------------------------------------------- | ----------------------------------------------------------------------------- | ----------------------------- | ----------- | --------------------------------------------------------------------------- |
| Kantoor-woonhuis                                                            | 1895                          | W. Langhout                                                    | Amstel 30                                                                     | 52° 22' 1" NB, 4° 53' 43" OL  | 0363/205006 | Kantoor-woonhuis                                                            |
| Woonhuis en magazijn                                                        | 1880                          | G.B. Salm                                                      | Amstel 32                                                                     | 52° 22' 1" NB, 4° 53' 42" OL  | 0363/205007 | Woonhuis en magazijn                                                        |
| Handelsgebouw/kantoor                                                       | 1937                          | J. Gratama                                                     | Dam 2-2a, Damrak                                                              | 52° 22' 24" NB, 4° 53' 35" OL | 0363/210010 | Meer afbeeldingen                                                           |
| Winkel/warenhuis                                                            | 1886                          | W. Langhout                                                    | Dam 2b-4, Nieuwendijk                                                         | 52° 22' 44" NB, 4° 53' 41" OL | 0363/210011 | Meer afbeeldingen                                                           |
| Winkel-woonhuis                                                             | 1891                          | G.W. Vixseboxse                                                | Dam 6, Nieuwendijk                                                            | 52° 22' 44" NB, 4° 53' 41" OL | 0363/210012 | Meer afbeeldingen                                                           |
| Winkel-woonhuis                                                             | 1891                          | J. Tijsze                                                      | Damrak 11                                                                     | 52° 22' 35" NB, 4° 53' 51" OL | 0363/214002 | Meer afbeeldingen                                                           |
| Handelsgebouw/kantoor                                                       | 1905                          | J.A. van Straaten                                              | Damrak 15-16, Haringpakkerssteeg 1                                            | 52° 22' 37" NB, 4° 53' 54" OL | 0363/210013 | Meer afbeeldingen                                                           |
| Winkel/warenhuis                                                            | 1901, 1934                    | R. Kuipers (1901), A.U. Ingwersen (1934)                       | Damrak 20-22                                                                  | 52° 22' 37" NB, 4° 53' 53" OL | 0363/210059 | Meer afbeeldingen                                                           |
| Gebouw in eclecticisme-stijl                                                | 1888                          | A.L. van Gendt                                                 | Damrak 25                                                                     | 52° 22' 35" NB, 4° 53' 49" OL | 0363/210014 | Meer afbeeldingen                                                           |
| Woon/bedrijfspand                                                           | 1899                          | H.G. Jansen                                                    | Damrak 47-48                                                                  | 52° 22' 31" NB, 4° 53' 46" OL | 0363/210015 | Meer afbeeldingen                                                           |
| Winkel-woonhuis                                                             | 1889                          | W. Langhout                                                    | Damrak 60, Onze Lieve Vrouwesteeg 3                                           | 52° 22' 30" NB, 4° 53' 43" OL | 0363/210016 | Meer afbeeldingen                                                           |
| Vm. bioscoop Cineac, nu amusementshal                                       | 1938                          | H. Vreeswijk                                                   | Damrak 63-64, Nieuwendijk 177                                                 | 52° 22' 29" NB, 4° 53' 43" OL | 0363/201006 | Meer afbeeldingen                                                           |
| De Roode Leeuw                                                              | 1911                          | F. Kuipers                                                     | Damrak 93-94, Damraksteeg                                                     | 52° 22' 25" NB, 4° 53' 37" OL | 0363/210017 | Meer afbeeldingen                                                           |
| Handelsgebouw/kantoor                                                       | Ontwerp: 1899; bouwjaar: 1901 | Berlage, H.P.                                                  | Damrak 95, Damraksteeg                                                        | 52° 22' 25" NB, 4° 53' 36" OL | 0363/210018 | Meer afbeeldingen                                                           |
| Winkel/kantoor/bodega Continental in Berlagiaanse stijl                     | 1909-1911                     | Kropholler, A.J. (& J.F.Staal ?)                               | Damrak 98, Valkensteeg                                                        | 52° 22' 25" NB, 4° 53' 35" OL | 0363/205008 | Meer afbeeldingen                                                           |
| Woon/bedrijfspand                                                           | 1936                          |                                                                | Engelsesteeg 2-4                                                              | 52° 22' 42" NB, 4° 53' 43" OL | 0363/213031 | Upload foto                                                                 |
| Winkel-woonhuis                                                             | 1897                          |                                                                | Gravenstraat 1                                                                | 52° 22' 27" NB, 4° 53' 35" OL | 0363/212014 | Winkel-woonhuis                                                             |
| Winkel-woonhuis                                                             | 1890                          |                                                                | Gravenstraat 9-13, Eggertstraat 1a-b                                          | 52° 22' 27" NB, 4° 53' 32" OL | 0363/210024 | Winkel-woonhuis                                                             |
| Bijgebouw van de kerk van de Evangelisch-Lutherse Gemeente                  | 1894                          | E. Breman                                                      | Handboogstraat 6                                                              | 52° 22' 6" NB, 4° 53' 23" OL  | 0363/213036 | Upload foto                                                                 |
| Winkel/warenhuis                                                            | 1885                          | J. van Looy                                                    | Heiligeweg 11-17                                                              | 52° 22' 4" NB, 4° 53' 29" OL  | 0363/206008 | Winkel/warenhuis                                                            |
| Winkel-woonhuis                                                             | 1896                          |                                                                | Heiligeweg 43-45                                                              | 52° 22' 3" NB, 4° 53' 26" OL  | 0363/211010 | Upload foto                                                                 |
| Gebouw in neorenaissance XIXB-stijl                                         | 1881                          | W. Wilkens                                                     | Hekelveld 25, Spuistraat 1a                                                   | 52° 22' 40" NB, 4° 53' 43" OL | 0363/214054 | Gebouw in neorenaissance XIXB-stijl                                         |
| Visrestaurant                                                               | 1889                          | D.H. Haverkamp Theodoor Gerard Schill                          | Kalverstraat 3-5, Kromelleboogsteeg 5                                         | 52° 22' 21" NB, 4° 53' 32" OL | 0363/214006 | Meer afbeeldingen                                                           |
| Gebouw in neorenaissance XIXB-stijl                                         | Circa 1890                    |                                                                | Kalverstraat 28                                                               | 52° 22' 19" NB, 4° 53' 31" OL | 0363/207012 | Gebouw in neorenaissance XIXB-stijl                                         |
| Vm. Hotel Adrian/winkel                                                     | 1878                          | Y. Bijvoets                                                    | Kalverstraat 33                                                               | 52° 22' 18" NB, 4° 53' 32" OL | 0363/207013 | Meer afbeeldingen                                                           |
| Winkel                                                                      |                               |                                                                | Kalverstraat 37, Gapersteeg                                                   | 52° 22' 17" NB, 4° 53' 33" OL | 0363/207053 | Winkel                                                                      |
| Winkel/warenhuis in neorenaissancestijl                                     | 1874, 1895                    | H.J. van den Brink (1874), J.A. van Straaten (1895)            | Kalverstraat 39, Gapersteeg                                                   | 52° 22' 17" NB, 4° 53' 31" OL | 0363/207014 | Winkel/warenhuis in neorenaissancestijl                                     |
| Winkelhuis in neorenaissance XIXB-stijl                                     | 1863                          | J.H. Leliman                                                   | Kalverstraat 53                                                               | 52° 22' 16" NB, 4° 53' 31" OL | 0363/207015 | Winkelhuis in neorenaissance XIXB-stijl                                     |
| Winkel/warenhuis                                                            | 1906                          | J.F.H. Spier                                                   | Kalverstraat 60-62                                                            | 52° 22' 16" NB, 4° 53' 30" OL | 0363/207054 | Winkel/warenhuis                                                            |
| Winkel-woonhuis in verschillende bouwstijlen: art nouveau en neorenaissance | 1887                          | A.C. Bleijs                                                    | Kalverstraat 73, Wijde Kapelsteeg                                             | 52° 22' 14" NB, 4° 53' 30" OL | 0363/207016 | Winkel-woonhuis in verschillende bouwstijlen: art nouveau en neorenaissance |
| Vml. Magazijn Diligentia in neorenaissance XIXB-stijl                       | 1880 (verbouwing)             | A.L. van Gendt                                                 | Kalverstraat 122                                                              | 52° 22' 11" NB, 4° 53' 28" OL | 0363/201008 | Meer afbeeldingen                                                           |
| Maison de Vries, winkel/warenhuis                                           | 1914                          | A. Jacot                                                       | Kalverstraat 125, Taksteeg 13                                                 | 52° 22' 28" NB, 4° 53' 25" OL | 0363/208002 | Maison de Vries, winkel/warenhuis                                           |
| Winkel-woonhuis                                                             | 1894                          | G. van Arkel                                                   | Kalverstraat 132, Begijnensteeg 1                                             | 52° 22' 10" NB, 4° 53' 28" OL | 0363/213037 | Winkel-woonhuis                                                             |
| Winkel-woonhuis in traditionele bouwstijl                                   | 1903-1904                     | Ed. Cuypers                                                    | Kalverstraat 174                                                              | 52° 22' 6" NB, 4° 53' 29" OL  | 0363/207010 | Winkel-woonhuis in traditionele bouwstijl                                   |
| Winkel-woonhuis in neorenaissance XIXB-stijl                                | 1891                          | W. Wilkens en G. van Arkel                                     | Kalverstraat 182                                                              | 52° 22' 5" NB, 4° 53' 29" OL  | 0363/207052 | Winkel-woonhuis in neorenaissance XIXB-stijl                                |
| Winkel/warenhuis in traditionele stijl                                      | 1921                          | J. Zegger                                                      | Kalverstraat 236, Muntplein 6                                                 | 52° 22' 2" NB, 4° 53' 34" OL  | 0363/207011 | Winkel/warenhuis in traditionele stijl                                      |
| Pakhuis 't Koggeschip                                                       | 1898                          | A.L., J.G. en A.D.N. van Gendt                                 | Koggestraat 7a-l, 9a-n, Teerketelsteeg 2                                      | 52° 22' 38" NB, 4° 53' 35" OL | 0363/214052 | Upload foto                                                                 |
| Likeurstokerij De Wildeman                                                  | 1908                          | C.Th. Spaninga                                                 | Kolksteeg 3a, Nieuwezijds Kolk 1a-b                                           | 52° 22' 34" NB, 4° 53' 43" OL | 0363/207028 | Likeurstokerij De Wildeman                                                  |
| Winkel-woonhuis                                                             | 1886                          | J.J. Vissers                                                   | Lijnbaanssteeg 3                                                              | 52° 22' 34" NB, 4° 53' 31" OL | 0363/211055 | Upload foto                                                                 |
| Winkel-woonhuis                                                             | 1886                          | W. Hamer                                                       | Molsteeg 4                                                                    | 52° 22' 27" NB, 4° 53' 27" OL | 0363/211028 | Upload foto                                                                 |
| Winkel-woonhuis in art-nouveaustijl                                         | 1898                          | F.M.J. Caron                                                   | Nieuwendijk 15                                                                | 52° 22' 43" NB, 4° 53' 43" OL | 0363/206021 | Upload foto                                                                 |
| Winkel-woonhuis in sobere baksteenarchitectuur                              | 1882                          | Brugman, P.J.J.                                                | Nieuwendijk 23                                                                | 52° 22' 42" NB, 4° 53' 43" OL | 0363/207026 | Upload foto                                                                 |
| Winkel-woonhuis                                                             | 1901                          | J.H. Lesmeister                                                | Nieuwendijk 32                                                                | 52° 22' 42" NB, 4° 53' 43" OL | 0363/206022 | Upload foto                                                                 |
| Winkel-woonhuis                                                             | 1902                          |                                                                | Nieuwendijk 34                                                                | 52° 22' 42" NB, 4° 53' 44" OL | 0363/206023 | Upload foto                                                                 |
| Winkel-woonhuis                                                             | 1897                          | H.H. Baanders                                                  | Nieuwendijk 82                                                                | 52° 22' 37" NB, 4° 53' 42" OL | 0363/207027 | Upload foto                                                                 |
| Winkel-woonhuis                                                             | 1886                          | G. van Arkel                                                   | Nieuwendijk 91-93                                                             | 52° 22' 36" NB, 4° 53' 47" OL | 0363/201017 | Winkel-woonhuis                                                             |
| Hotel Oldewelt in neorenaissance XIXB-stijl                                 | 1868, 1890                    | Y. Bijvoets (1868), A.L. van Gendt (1890)                      | Nieuwendijk 100                                                               | 52° 22' 36" NB, 4° 53' 47" OL | 0363/207025 | Upload foto                                                                 |
| Winkels-woonhuizen                                                          | 1886                          | J.T.J. Cuypers                                                 | Nieuwendijk 164-170, Nieuwe Nieuwstraat 3-7                                   | 52° 22' 31" NB, 4° 53' 41" OL | 0363/211032 | Winkels-woonhuizen                                                          |
| Winkel-bewoning in (invloed) chaletstijl                                    | 1882 (wijziging pui)          | Schwartz, J.H. (pui)                                           | Nieuwendijk 180, St. Nicolaasstraat 2                                         | 52° 22' 30" NB, 4° 53' 39" OL | 0363/206024 | Upload foto                                                                 |
| Winkelpand                                                                  | ca. 1938                      | J.Baanders & H.A.J Baanders                                    | Nieuwendijk 182-184, St. Nicolaastraat 1-11                                   | 52° 22' 29" NB, 4° 53' 38" OL | 0363/206056 | Winkelpand                                                                  |
| Winkel/warenhuis                                                            | 1912                          | A. Jacot                                                       | Eggertstraat 3, Gravenstraat 3, Nieuwendijk 200-202                           | 52° 22' 27" NB, 4° 53' 35" OL | 0363/205027 | Winkel/warenhuis                                                            |
| Woon/bedrijfspand                                                           | 1906                          |                                                                | Nieuwezijds Kolk 4-8                                                          | 52° 22' 35" NB, 4° 53' 42" OL | 0363/207029 | Upload foto                                                                 |
| 't Einde van de Wereld, nu Maurits Binger Film Instituut                    | 1875, 1935                    | Hartkamp jr., J.W.F. / A. Hamaker (1875), Anton Hamaker (1935) | Nieuwezijds Voorburgwal 4-10                                                  | 52° 22' 39" NB, 4° 53' 42" OL | 0363/207044 | 't Einde van de Wereld, nu Maurits Binger Film Instituut                    |
| Fabriek/loods                                                               | 1885                          | A. Salm                                                        | Nieuwezijds Voorburgwal 19-21, Nieuwezijds Armsteeg                           | 52° 22' 37" NB, 4° 53' 46" OL | 0363/207032 | Upload foto                                                                 |
| Handelsgebouw/kantoor                                                       | 1909                          | J. Herman                                                      | Nieuwezijds Voorburgwal 23a-b, Oude Braak 16-24                               | 52° 22' 37" NB, 4° 53' 44" OL | 0363/207034 | Upload foto                                                                 |
| Pakhuis                                                                     | 19e eeuw                      | G.B. Salm                                                      | Nieuwezijds Voorburgwal 28-30, Spuistraat 3g-h                                | 52° 22' 23" NB, 4° 53' 27" OL | 0363/207035 | Upload foto                                                                 |
| Kantoor 'De Kolk'                                                           | 1925                          | Th.G.A. Kint                                                   | Nieuwezijds Voorburgwal 32                                                    | 52° 22' 37" NB, 4° 53' 40" OL | 0363/207038 | Upload foto                                                                 |
| Handelsgebouw/kantoor                                                       | 1901                          | A.J. Joling                                                    | Nieuwezijds Voorburgwal 68-70, Spuistraat 35-37                               | 52° 22' 35" NB, 4° 53' 35" OL | 0363/207045 | Upload foto                                                                 |
| Handelsgebouw/kantoor                                                       | 190                           | Th. Diks                                                       | Nieuwezijds Voorburgwal 112-14                                                | 52° 22' 32" NB, 4° 53' 31" OL | 0363/207030 | Handelsgebouw/kantoor                                                       |
| Gebouw in traditionele baksteenarchitectuur                                 | 1898                          | J.A. van Straaten                                              | Nieuwezijds Voorburgwal 116-118, Spuistraat 75                                | 52° 22' 32" NB, 4° 53' 30" OL | 0363/209029 | Gebouw in traditionele baksteenarchitectuur                                 |
| Kantoor/winkel Neptunus                                                     | 1914/1915                     | P.H. van Niftrik                                               | Nieuwezijds Voorburgwal 130, Spuistraat 83                                    | 52° 22' 31" NB, 4° 53' 29" OL | 0363/201018 | Kantoor/winkel Neptunus                                                     |
| Winkel-woonhuis                                                             | 1941                          | S.J. van Embden en A.J. van der Steur                          | Nieuwezijds Voorburgwal 174, Molsteeg 2                                       | 52° 22' 25" NB, 4° 53' 58" OL | 0363/212055 | Winkel-woonhuis                                                             |
| Winkel-woonhuis                                                             | 1905                          | J. Duncker                                                     | Nieuwezijds Voorburgwal 177                                                   | 52° 22' 19" NB, 4° 53' 27" OL | 0363/207031 | Winkel-woonhuis                                                             |
| Pastorie                                                                    | 1914                          | J.J.L. Moolenschot                                             | Nieuwezijds Voorburgwal 293-295                                               | 52° 22' 16" NB, 4° 53' 28" OL | 0363/207055 | Upload foto                                                                 |
| Handelsgebouw/kantoor                                                       | 1907                          | J.F.H. Spier                                                   | Nieuwezijds Voorburgwal 297                                                   | 52° 22' 16" NB, 4° 53' 27" OL | 0363/214035 | Upload foto                                                                 |
| Handelsgebouw/kantoor                                                       | 1925                          | F. Kuipers                                                     | Nieuwezijds Voorburgwal 308-310                                               | 52° 22' 13" NB, 4° 53' 23" OL | 0363/207036 | Upload foto                                                                 |
| Handelsgebouw/kantoor                                                       | 1913                          | D.C. Klaphaak                                                  | Nieuwezijds Voorburgwal 312                                                   | 52° 22' 12" NB, 4° 53' 22" OL | 0363/201019 | Handelsgebouw/kantoor                                                       |
| Vm. bedrijfspand 'Gebouw Centraal'                                          | 1935                          | A. Hamaker                                                     | Nieuwezijds Voorburgwal 314, Spuistraat 269                                   | 52° 22' 12" NB, 4° 53' 21" OL | 0363/207037 | Vm. bedrijfspand 'Gebouw Centraal'                                          |
| Drukkerij met bovenbewoning                                                 | 1905                          | B.J. Ouëndag                                                   | Nieuwezijds Voorburgwal 324, Roskamsteeg, Spuistraat 281                      | 52° 22' 11" NB, 4° 53' 21" OL | 0363/207039 | Drukkerij met bovenbewoning                                                 |
| Handelsgebouw/kantoor                                                       | 1924-1925                     | P.J.J.M. Cuypers                                               | Nieuwezijds Voorburgwal 326-328, Spuistraat                                   | 52° 22' 8" NB, 4° 53' 19" OL  | 0363/206025 | Upload foto                                                                 |
| Winkel-woonhuis                                                             | 1880                          | Ed. Cuypers                                                    | Nieuwezijds Voorburgwal 332                                                   | 52° 22' 8" NB, 4° 53' 22" OL  | 0363/207040 | Upload foto                                                                 |
| Handelsgebouw/kantoor                                                       | 1905                          | A.J. Kropholler en J.F. Staal                                  | Nieuwezijds Voorburgwal 334                                                   | 52° 22' 8" NB, 4° 53' 22" OL  | 0363/207041 | Upload foto                                                                 |
| Winkel-woonhuis                                                             | 1885                          | J.J.P. Thüring                                                 | Nieuwezijds Voorburgwal 351, Sint Luciënsteeg 24                              | 52° 22' 14" NB, 4° 53' 25" OL | 0363/207042 | Winkel-woonhuis                                                             |
| Winkel/woonhuis in eclecticisme-stijl                                       | Circa 1880                    | L.G. Mohrmann                                                  | Spui 14, Nieuwezijds Voorburgwal 352                                          | 52° 22' 8" NB, 4° 53' 21" OL  | 0363/207050 | Upload foto                                                                 |
| Winkel-woonhuis                                                             | 1885                          | A.C. Bleijs                                                    | Nieuwezijds Voorburgwal 361-365                                               | 52° 22' 11" NB, 4° 53' 23" OL | 0363/207043 | Winkel-woonhuis                                                             |
| Woonhuis                                                                    | 1883                          | Y. Bijvoets                                                    | Rokin 26                                                                      | 52° 22' 18" NB, 4° 53' 33" OL | 0363/215005 | Woonhuis                                                                    |
| Winkel-woonhuis                                                             | 1880                          | A.L. van Gendt                                                 | Rokin 30                                                                      | 52° 22' 18" NB, 4° 53' 34" OL | 0363/201025 | Winkel-woonhuis                                                             |
| Woonhuis in Traditioneel bouwen stijl                                       | 1906                          | Gebr. Van Gendt                                                | Rokin 36, Gapersteeg                                                          | 52° 22' 17" NB, 4° 53' 33" OL | 0363/201026 | Woonhuis in Traditioneel bouwen stijl                                       |
| Winkel in traditionele bouwstijl met art-nouveaudetaillering in de vensters | Circa 1900                    | J. Herman                                                      | Rokin 44                                                                      | 52° 22' 16" NB, 4° 53' 33" OL | 0363/201053 | Winkel in traditionele bouwstijl met art-nouveaudetaillering in de vensters |
| Winkel-woonhuis met lijstgevel                                              | 1889                          | Y. Bijvoets                                                    | Rokin 66                                                                      | 52° 22' 14" NB, 4° 53' 33" OL | 0363/211034 | Winkel-woonhuis met lijstgevel                                              |
| Gebouw in traditioneel vormgeving met art-nouveaudetaillering               | 1903                          | A. Jacot en W. Oldewelt                                        | Rokin 100, Watersteeg 2-6                                                     | 52° 22' 10" NB, 4° 53' 31" OL | 0363/209038 | Meer afbeeldingen                                                           |
| Winkel-woonhuis                                                             | 1871                          | I. Gosschalk                                                   | Rokin 120                                                                     | 52° 22' 8" NB, 4° 53' 32" OL  | 0363/201055 | Winkel-woonhuis                                                             |
| Woonhuis                                                                    | 1885                          | B.J. Meilink                                                   | Singel 31                                                                     | 52° 22' 38" NB, 4° 53' 34" OL | 0363/204052 | Upload foto                                                                 |
| Handelsgebouw/kantoor                                                       | 1903                          | W. Hamer                                                       | Singel 57-59                                                                  | 52° 22' 36" NB, 4° 53' 32" OL | 0363/204053 | Handelsgebouw/kantoor                                                       |
| Woonhuis                                                                    | 1876                          | G. Krook                                                       | Singel 107                                                                    | 52° 22' 33" NB, 4° 53' 28" OL | 0363/203050 | Woonhuis                                                                    |
| Winkel-woonhuis                                                             | 1882                          | L. Hasman                                                      | Singel 277-279                                                                | 52° 22' 17" NB, 4° 53' 19" OL | 0363/203052 | Meer afbeeldingen                                                           |
| Woonhuis                                                                    | 1883                          | G.H. Lagers en G. Vuijk                                        | Singel 309a                                                                   | 52° 22' 14" NB, 4° 53' 19" OL | 0363/203053 | Meer afbeeldingen                                                           |
| Voorheen Gerzons Modemagazijn, nu hotel                                     | 1923/26                       | A. Moen                                                        | Singel 323-347, Vliegendesteeg, Spuistraat 288-292                            | 52° 22' 11" NB, 4° 53' 19" OL | 0363/203063 | Voorheen Gerzons Modemagazijn, nu hotel                                     |
| Woon/bedrijfspand                                                           | 1892                          | J.H. Coelewij                                                  | Singel 387, Heisteeg                                                          | 52° 22' 8" NB, 4° 53' 18" OL  | 0363/203055 | Upload foto                                                                 |
| Kantoor boven winkel                                                        | 1904                          | D. van Oort                                                    | Singel 429-435, Heiligeweg                                                    | 52° 22' 4" NB, 4° 53' 27" OL  | 0363/203056 | Kantoor boven winkel                                                        |
| Winkel-woonhuis                                                             |                               | W. Broere                                                      | Singel 437                                                                    | 52° 22' 4" NB, 4° 53' 27" OL  | 0363/203057 | Winkel-woonhuis                                                             |
| Winkel-woonhuis                                                             | 1885                          | L.W. Mulder en H. Sarlemijn                                    | Spui 13                                                                       | 52° 22' 8" NB, 4° 53' 27" OL  | 0363/209039 | Meer afbeeldingen                                                           |
| Gaarkeuken in Eclecticisme stijl                                            | 1901                          | Gebr. Van Gendt                                                | Spuistraat 4                                                                  | 52° 22' 38" NB, 4° 53' 38" OL | 0363/215015 | Gaarkeuken in Eclecticisme stijl                                            |
| Magazijnen en kantoren                                                      | 1872                          | G.B. Salm                                                      | Spuistraat 8-10                                                               | 52° 22' 38" NB, 4° 53' 38" OL | 0363/215016 | Upload foto                                                                 |
| Woningen                                                                    | 1875 / 1920                   | Th. Sanders en J.J. IJrond & zoon                              | Spuistraat 34                                                                 | 52° 22' 35" NB, 4° 53' 34" OL | 0363/215017 | Woningen                                                                    |
| Sigarenfabriek                                                              | 1895-1896                     | H. Moen                                                        | Spuistraat 64-70                                                              | 52° 22' 33" NB, 4° 53' 31" OL | 0363/215018 | Upload foto                                                                 |
| Drukkerij                                                                   | 1889 / 1901                   | C.B. Posthumus Meyjes sr. en W. Hamer                          | Spuistraat 84                                                                 | 52° 22' 32" NB, 4° 53' 29" OL | 0363/215019 | Drukkerij                                                                   |
| Kantoor en magazijn                                                         | 1877                          | Y. Bijvoets                                                    | Spuistraat 88a                                                                | 52° 22' 31" NB, 4° 53' 29" OL | 0363/215020 | Meer afbeeldingen                                                           |
| Winkel-woonhuis                                                             | 1889                          | W. Langhout                                                    | Spuistraat 122a, Torensteeg 2                                                 | 52° 22' 28" NB, 4° 53' 23" OL | 0363/206042 | Upload foto                                                                 |
| Tabaksfabriek met winkel en woningen                                        | 1896                          |                                                                | Spuistraat 124, Torensteeg                                                    | 52° 22' 28" NB, 4° 53' 23" OL | 0363/211042 | Upload foto                                                                 |
| Winkel                                                                      | 1896                          | A. Jacot en W. Oldewelt                                        | Spuistraat 125a, Molsteeg 10-14                                               | 52° 22' 25" NB, 4° 53' 59" OL | 0363/209040 | Upload foto                                                                 |
| Vm. "Rijkskantoorgebouw voor het Geld- en Telefoonbedrijf", nu hotel        | 1924-1927                     | J. Crouwel                                                     | Spuistraat 175-177, Nieuwezijds Voorburgwal 226, Paleisstraat, Raadhuisstraat | 52° 22' 24" NB, 4° 53' 15" OL | 0363/207033 | Upload foto                                                                 |
| Kantoren                                                                    | 1901                          | A. Jacot en W. Oldewelt                                        | Spuistraat 219-221, Wijdesteeg                                                | 52° 22' 18" NB, 4° 53' 23" OL | 0363/206052 | Kantoren                                                                    |
| Woonhuis                                                                    | 1865                          |                                                                | Spuistraat 228                                                                | 52° 22' 17" NB, 4° 53' 21" OL | 0363/215021 | Meer afbeeldingen                                                           |
| Handelsgebouw/kantoor                                                       | 1914                          | J.P.L. Petri                                                   | Spuistraat 245                                                                | 52° 22' 15" NB, 4° 53' 21" OL | 0363/215022 | Upload foto                                                                 |
| Woon/bedrijfspand                                                           | 1881                          | J. van Sluis                                                   | Spuistraat 266-268                                                            | 52° 22' 14" NB, 4° 53' 21" OL | 0363/211043 | Woon/bedrijfspand                                                           |
| Kantoor en magazijnen                                                       | 1913                          | W. Hamer                                                       | Spuistraat 320-324, Singel 373-375                                            | 52° 22' 9" NB, 4° 53' 17" OL  | 0363/203054 | Upload foto                                                                 |
| Garage met ateliers                                                         | 1932                          | H.A.J. Baanders en J. Baanders                                 | St. Nicolaasstraat 12-14                                                      | 52° 22' 30" NB, 4° 53' 36" OL | 0363/215014 | Garage met ateliers                                                         |
| Pakketpostgebouw                                                            | 1923                          | J.T.J. Cuypers                                                 | Stationsplein 5-11                                                            | 52° 22' 41" NB, 4° 54' 5" OL  | 0363/216005 | Pakketpostgebouw                                                            |
| Noord-Zuid Hollands Koffiehuis                                              | 1911, 1980                    | J.H.W. Leliman                                                 | Stationsplein 10                                                              | 52° 22' 39" NB, 4° 54' 2" OL  | 0363/200351 | Noord-Zuid Hollands Koffiehuis                                              |
| Garage, kantoren en woningen                                                | 1932                          | G.A. Roobol                                                    | Wijdesteeg 1-7                                                                | 52° 22' 18" NB, 4° 53' 25" OL | 0363/206053 | Garage, kantoren en woningen                                                |
| Winkel                                                                      | 1900                          | G. van Arkel                                                   | Zoutsteeg 9-11                                                                | 52° 22' 27" NB, 4° 53' 37" OL | 0363/209052 | Winkel                                                                      |